# 転落の街
転落の街(原題：The Drop)は、米国のミステリー作家マイクル・コナリーによる24番目の長編小説であり、ロサンゼルスの刑事ハリー・ボッシュシリーズの15番目の長編小説である。
ボッシュは、DNA鑑定から新たな手がかりが得られた未解決事件と、アーヴィングの息子がホテルのバルコニーから転落死した事件とを並行して捜査する。

## あらすじ
物語は、以下の２つの事件を並行して捜査していく様が描かれる。
ボッシュと相棒のデイヴィッド・チューは、ロス市警殺人課の未解決事件班に所属している。上司のデュヴァルはボッシュに定年延長制度の申請が通ってあと3年余り勤務できることを知らせる。1989年にベルトで絞殺された女子大生リリー・プライスの事件の物的証拠が最新技術で再分析された結果、遺体に付着した小さな血痕のDNAが、最近仮釈放された小児性愛者クレイトン・ペルのものと一致する。しかしペルはプライスが死んだときまだ8歳だったため、証拠が汚染されたのではないかと疑われる。
ボッシュとチューはペルが暮らす施設を訪れ、そこでセラピストのハンナ・ストーンに出会う。ボッシュは性的殺人の捜査経験があるため、当初はストーンの専門的な努力に否定的だった。しかしすぐに考え直し、犯罪者の再犯率を下げるストーンの試みは、やりがいのある仕事だと判断する。ペルは事情聴取に応じ、幼少期に母親が「チル」と呼ばれる男とつきあっていて、その男に性的虐待を受けていたと証言する。ボッシュは、ペルがチルからベルトで殴られ、その際にペルの血が付いたベルトがプライス殺害に使われたのではないかと推理する。
ボッシュとストーンは互いに惹かれあい、ボッシュの娘マディに認められ、恋愛関係になる。マディは鋭い観察力を発揮し、警察官になることに興味を示す。
一方、弁護士でビジネスコンサルタントのジョージ・アーヴィングがホテルのバルコニーから転落死するという事件が発生する。ジョージの父親アーヴィン・アーヴィングは、かつてはロス市警でボッシュの宿敵だったが、現在は市議会議員である。彼は権力闘争や政治的駆け引きにおいてボッシュとしばしば敵対していたが、今回はボッシュを指名して息子の死の捜査を依頼する。個人的な反目はあるものの、ボッシュは何があっても真実を突き止める献身的な刑事だと彼は認めていた。ジョージの遺体に、死の直前に首を絞められていたことを示す跡があったことから、ボッシュは殺人事件を疑う。背景に市のタクシー免許に関する争いが考えられた。元警察官で現在はタクシー会社の共同経営者である男がホテルのジョージの部屋に忍び込み、ジョージを無力化してバルコニーから投げ捨てたのではないかと推理される。
チューは日頃のボッシュからの扱いに不満を抱き、ロサンゼルス・タイムズ紙の記者に事件の詳細をリークしてしまうがボッシュに見破られて咎められる。
さらなる捜査の結果、ジョージは自殺したことが判明する。彼がホテルの部屋で暴行を受けたが、そのときには既に自殺を決意しており、しばらくして自ら飛び降りたのだった。
一方、「チル」ことチルトン・ハーディの行方を調べるボッシュたちは、ついに彼の自宅を探し当てる。そこを訪ねるとハーディの父親が独りで暮らしているが、ボッシュはハーディが父に扮していることを見破り、彼を逮捕する。逮捕されたハーディはプライス殺害のみならず、他に36件もの殺人を犯していたことを自供する。
市警本部長室に務めるキズミン・ライダーは今回の捜査で折りに触れボッシュに上層部の情報を提供してくれたが、最後にはアーヴィング議員を追い落とそうとする政治に加担しているように見え、ボッシュは不快に思う。
ボッシュは新聞社に情報リークしていたチューと和解する。

## 登場人物
- ハリー・ボッシュ：ロサンゼルス市警未解決事件班の刑事
- デイヴィッド・チュー：ボッシュの相棒
- マデリン・ボッシュ：ボッシュの娘。15歳。
- ゲイル・デュヴァル：ボッシュの上司。警部補。
- クレイトン・ペル：未解決事件の血痕の持ち主。性犯罪者。
- アーヴィン・アーヴィング：市議会議員
- ジョージ・アーヴィング：アーヴィングの息子。弁護士でロビイスト。ホテルで転落死する。
- デボラ・アーヴィング：ジョージの妻
- ハンナ・ストーン：更生施設の医師
- ボルハ・トロン・アントンス：検視官
- ダナ・ローゼン：ジョージの秘書
- トーマス・ラポート：脚本家
- ロバート・メイスン：ハリウッド署のパトロール警官
- マーク・マッキラン：B&Wタクシーの配車係
- エミリー・ゴメス=ゴンズマート：LAタイムズの記者

## 製作
本書の執筆に当たり、著者マイクル・コナリーは、未解決事件のDNA鑑定から、２つの事件の二重らせんという着想を得たが、２つの物語のバランスを取ることに苦心したと述べている。